# Heinrich Campendonk
Heinrich Campendonk (Krefeld, 3 de novembro de 1889—Amesterdão, 9 de maio de 1957) foi um pintor, gravador e vitralista alemão enquadrado no expressionismo, membro entre 1911 e 1912 do movimento artístico Der Blaue Reiter em Munique.
Quando o regime nazista chegou ao poder em 1933 foi um de artistas modernistas considerados como artistas degenerados a quem foi proibido expor. Mudou-se então para os Países Baixos onde passou o resto da sua vida trabalhando na Rijksakademie de Amesterdão, primeiro como professor de Arte Decorativa, depois de gravura e de pintura de vitrais e, finalmente, como diretor da Academia. Nunca regressou à Alemanha.
Entre os seus discípulos contam-se Willem Hofhuizen (1915–1986), Jaap Min (1914–1987) e Anton Rovers (1921-2003).

## Amsterdam

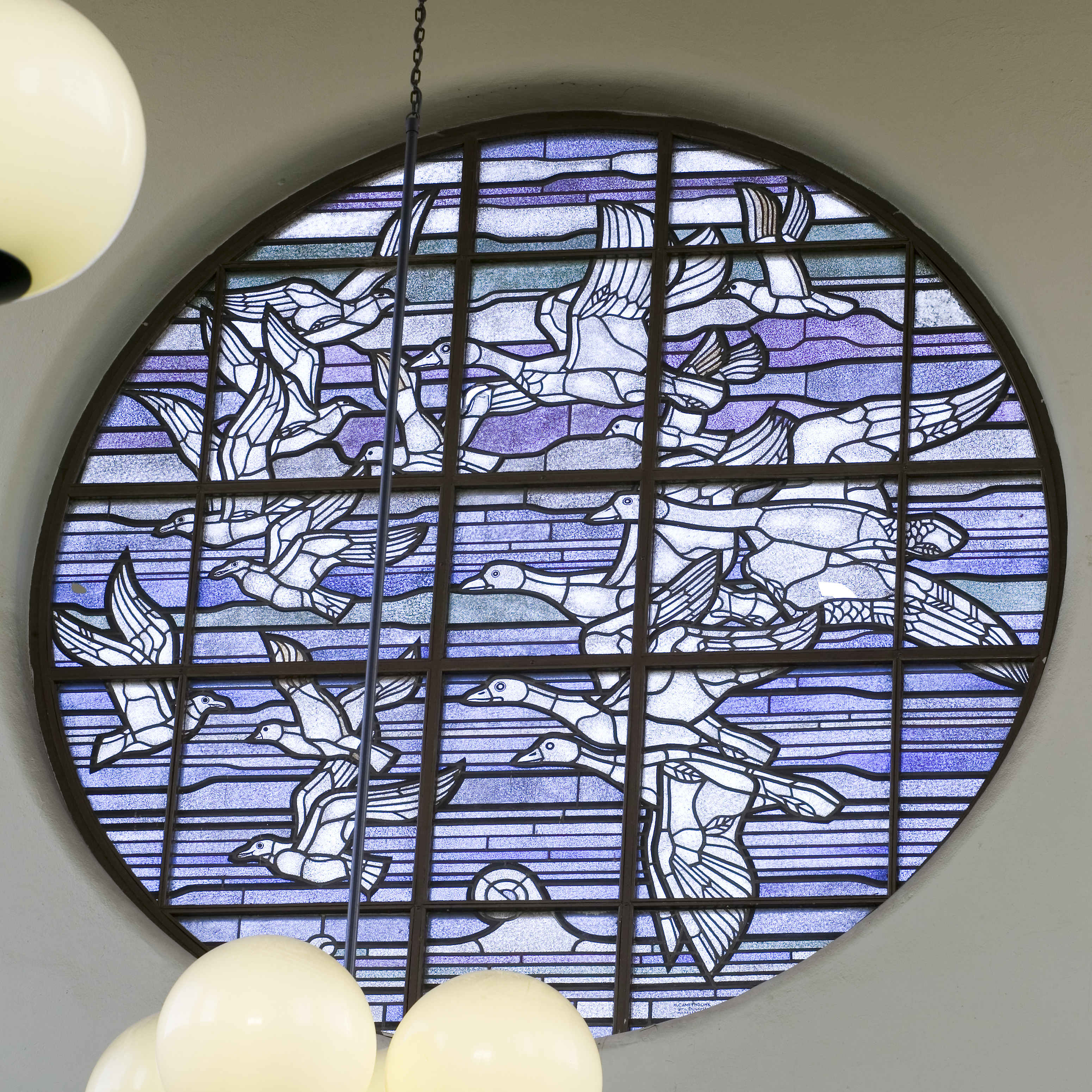
Amsterdam Muiderpoort
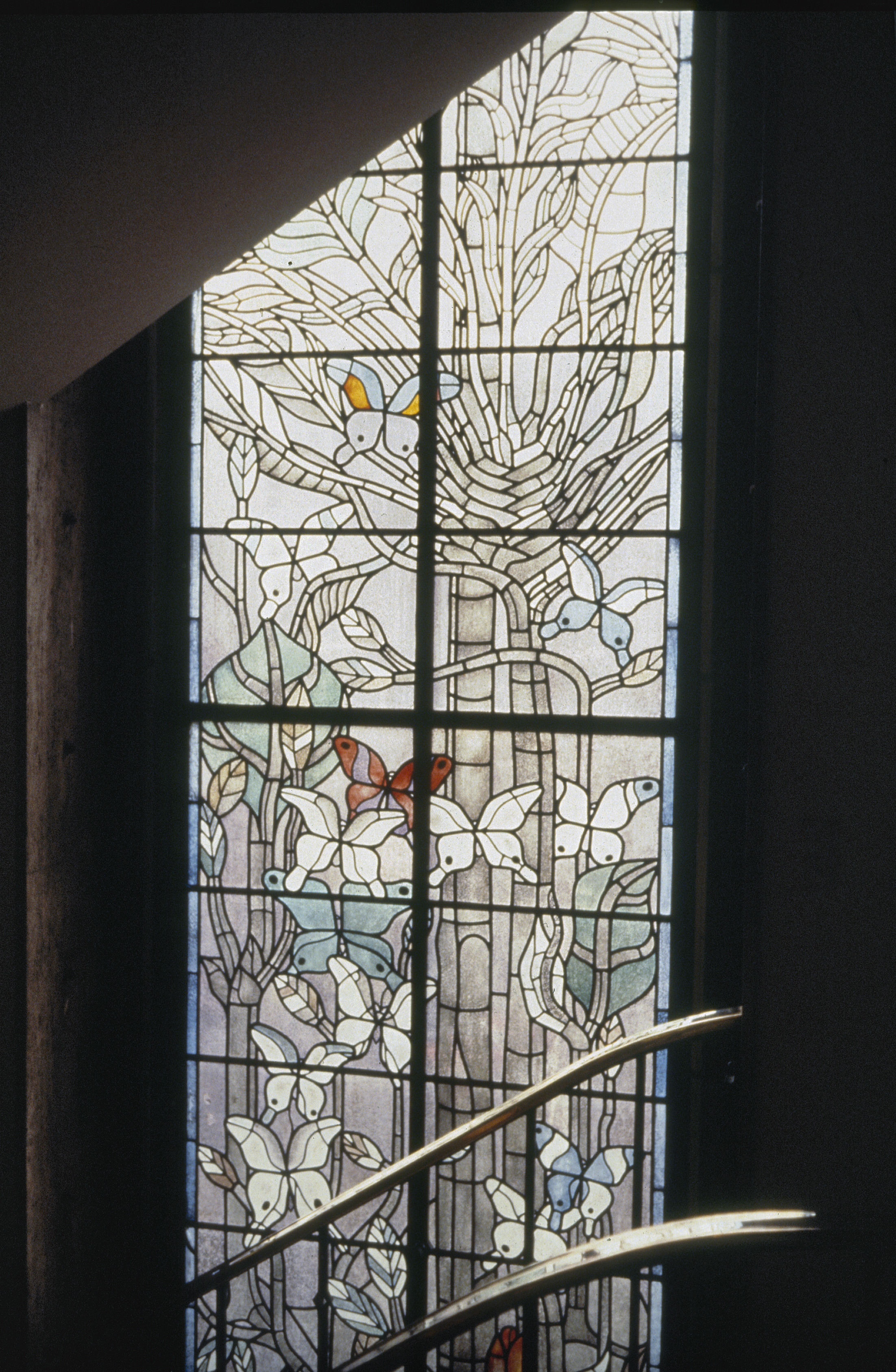
Keizersgracht 369
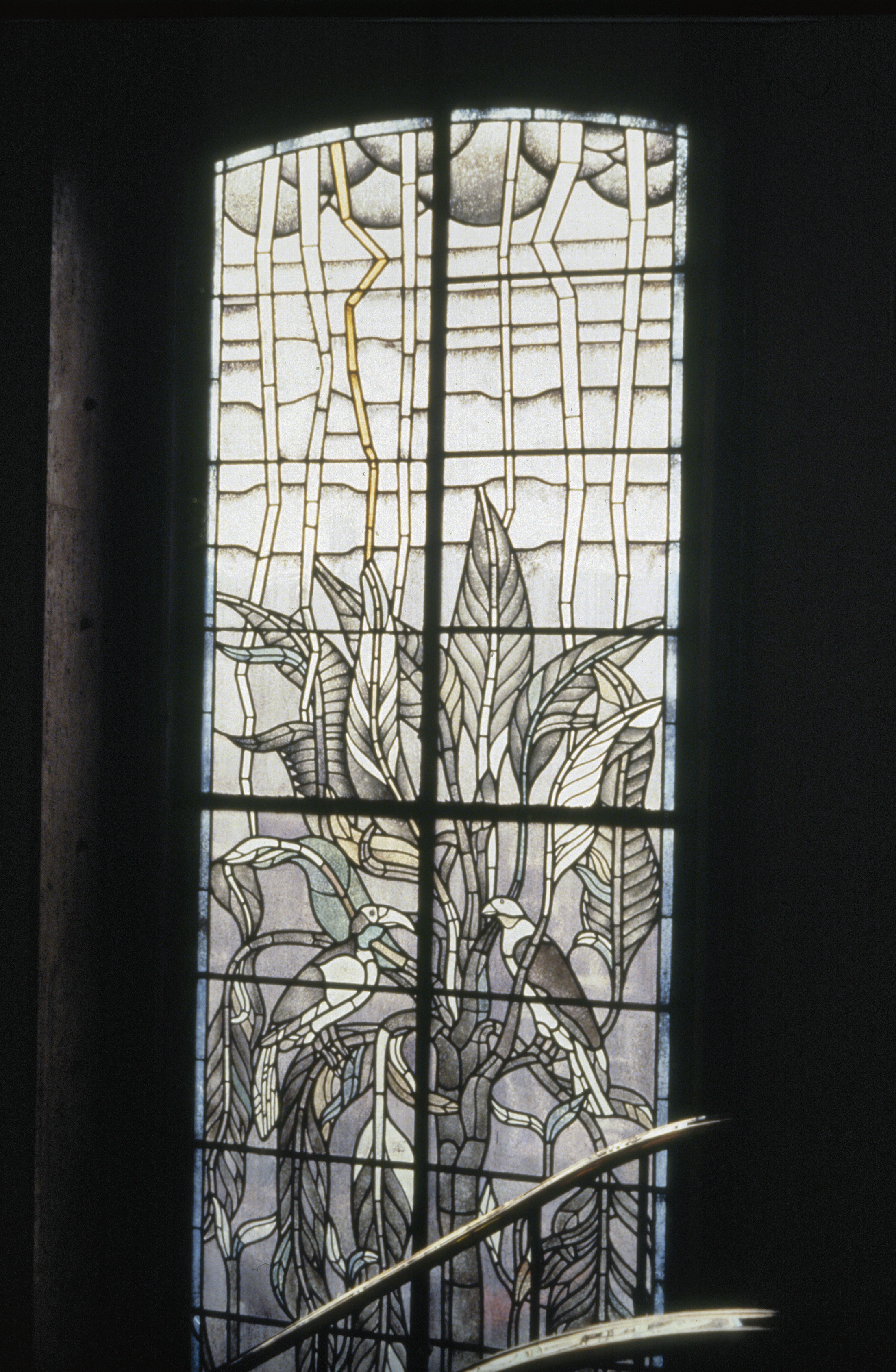
Keizersgracht 369
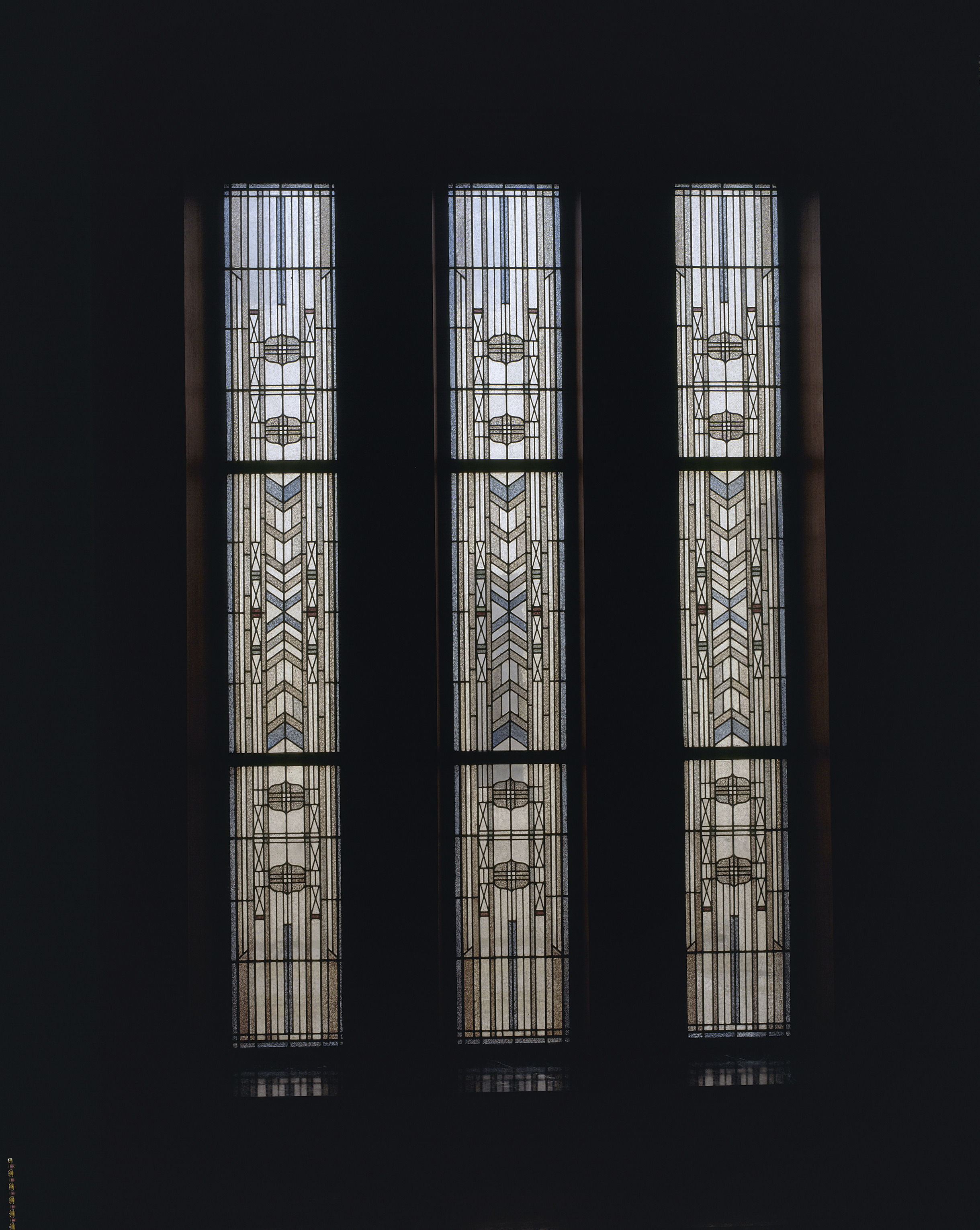
Keizersgracht 662
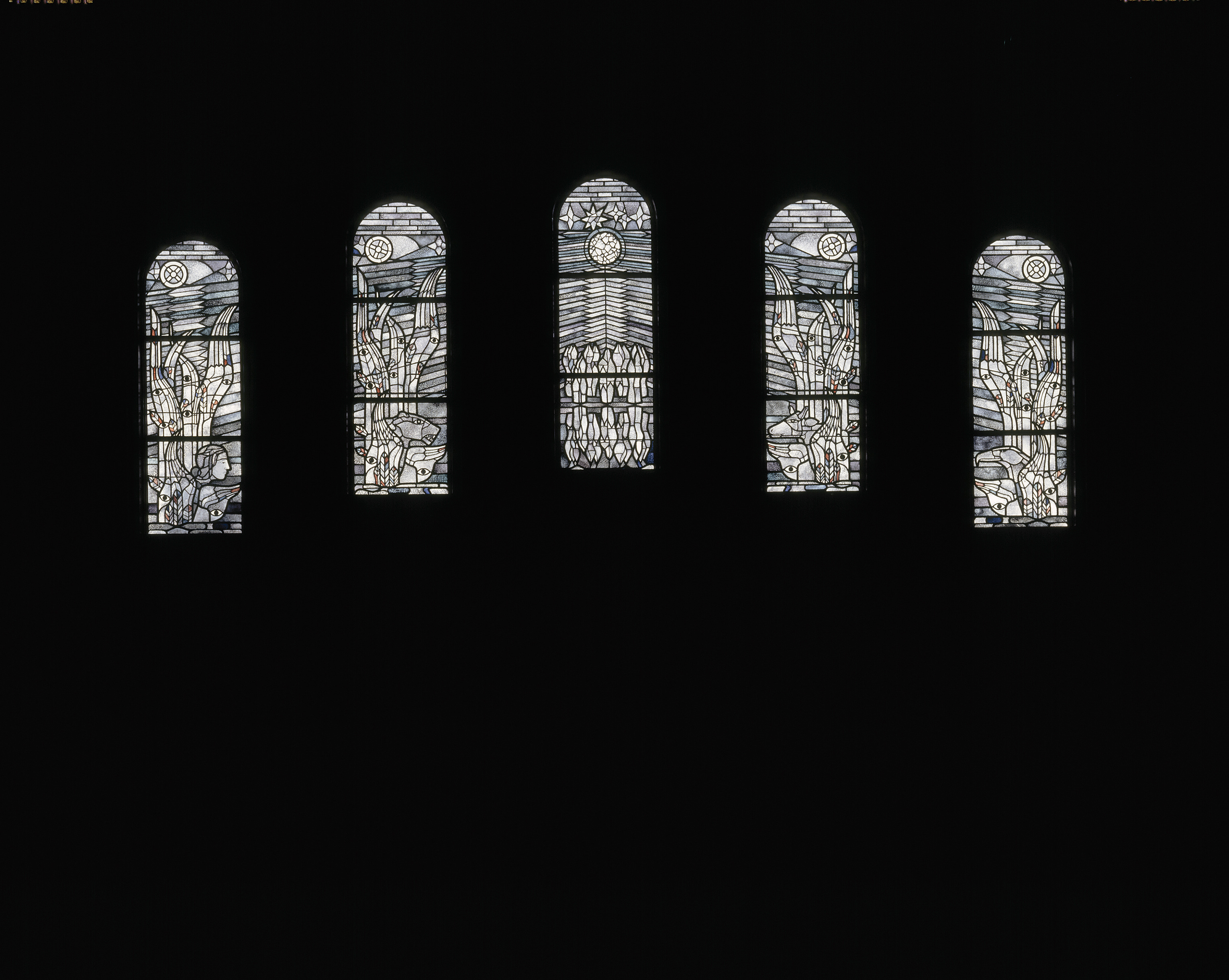
Richard Wagnerstraat 32